# حالة الطوارئ القبرصية
حالة الطوارئ القبرصية (باليونانية: Απελευθερωτικός Αγώνας της Κύπρου) هي صراع في قبرص البريطانية في الفترة بين 1955 و1959.
بدأت المنظمة الوطنية للمقاتلين القبارصة (EOKA) -وهي منظمة حرب العصابات القبرصية اليونانية القومية اليمينية المتمردة- حملةً مسلحة لدعم إنهاء الحكم الاستعماري البريطاني وحركة توحيد قبرص واليونان (إينوسيس: حركة المجتمعات المختلفة التي تعيش خارج اليونان وتدعو لدمج المناطق التي يعيشون فيها مع الدولة اليونانية) في عام 1955.
أدت معارضة القبارصة الأتراك لحركة إينوسيس إلى إنشاء منظمة المقاومة التركية (تي إم تي) دعمًا لتقسيم قبرص. انتهت حالة الطوارئ القبرصية في عام 1959 بتوقيع اتفاقيات لندن زيوريخ، التي نصت على أن قبرص دولة مستقلة غير مقسمة ومنفصلة عن اليونان.

## التاريخ

### الخلفية
كانت قبرص إقليمًا تابعًا للإمبراطورية العثمانية في أواخر القرن السادس عشر حتى أصبحت محمية للمملكة المتحدة تحت السيادة العثمانية الاسمية في اتفاقية قبرص (اتفاق سري بين المملكة المتحدة والإمبراطورية العثمانية، مُنحت فيها بريطانيا السيطرة على قبرص مقابل دعمها للعثمانيين في مؤتمر برلين) 4 يونيو عام 1878، في أعقاب الحرب الروسية التركية.
في عام 1915، ضُمت قبرص رسميًا إلى الإمبراطورية البريطانية بعد دخول العثمانيين الحرب العالمية الأولى إلى جانب قوى المركز (ألمانيا والإمبراطورية النمساوية المجرية ومملكة بلغاريا) ضد البريطانيين، وحكمتها في البداية إدارة عسكرية نحو عقد من الزمان، حتى عام 1925 عندما أُعلن عن إنشاء مستعمرة التاج البريطانية في قبرص.
من العقد الثاني إلى العقد السادس من القرن العشرين، تزايد عدم رضى القبارصة اليونانيين عن الحكم البريطاني، وأصبحوا داعمين لمنظمة إينوسيس، ومفهوم التوحيد السياسي بين قبرص واليونان.
نشأت حركة قومية قبرصية نتيجة عدة عروض فاشلة قدمها البريطانيون إلى اليونان للتنازل عن قبرص مقابل تنازلات عسكرية، والنقص الملحوظ في الاستثمار البريطاني على الجزيرة.
في عام 1954، أفصحت بريطانيا عن نيتها في نقل مقرها العسكري في السويس (مكتب القائد العام، في الشرق الأوسط) إلى قبرص.

### التمرد
في 1 أبريل عام 1955، بدأ تمرد حركة إيوكا بهجمات 1 أبريل. بعد سلسلة من الحوادث المتتالية، أعلن الحاكم العام السير جون هاردينج حالة الطوارئ في 26 نوفمبر من تلك السنة. واجه البريطانيون صعوبةً بالغةً في الحصول على معلومات استخباراتية دقيقة عن إيوكا لأنها حظيت بدعم أغلب السكان اليونانيين القبارصة، وأعاقهم أيضًا استنزاف القوى العاملة بسبب أزمة السويس (العدوان الثلاثي على مصر) وحالة الطوارئ المالايوية (حرب عصابات في مالايا البريطانية). حصد البريطانيون المزيد من النجاح في نهاية خمسينيات القرن العشرين. أصبحت قبرص جمهورية مستقلة في عام 1960 مع احتفاظ بريطانيا بالسيطرة على منطقتي أكروتيري ودكليا؛ منطقتان فيهما قواعد عسكرية ذات سيادة بريطانية.
في يناير عام 2019، وافقت الحكومة البريطانية على دفع مليون جنيه إسترليني إلى نحو 33 قبرصيًا زعموا أنهم تعرضوا للتعذيب على أيدي القوات القبرصية في أثناء الانتفاضة، ومن بينهم امرأة كان عمرها 16 في ذلك الوقت؛ قالت إنها احتُجزت واغتصبها الجنود البريطانيون مرارًا وتكرارًا، وقال رجل إنه فقد كليته نتيجة استجوابه. جاء هذا المبلغ في أعقاب رفع السرّية عن وثائق حكومية في عام 2012، رغم أن وزير الخارجية ألان دونكان ذكر أن «التسوية لا تشكل أي اعتراف بالمسؤولية» ولكن «الحكومة البريطانية قامت بتسوية القضية لوضع حد لهذا التقاضي وتجنب المزيد من تصعيد التكاليف».